# Men in Black: International
Men in Black: International – amerykański fantastycznonaukowy film komediowy z 2019 roku, będący spin-offem cyklu Faceci w czerni.

## Obsada
- Chris Hemsworth – Henry / Agent H
- Tessa Thompson – Molly Wright / Agent M
- Liam Neeson – High T
- Kumail Nanjiani – Pawny (głos)
- Rafe Spall – Agent C
- Rebecca Ferguson – Riza Stavros
- Emma Thompson – Agent O
- Kayvan Novak – Vungus the Ugly

## Odbiór

### Box office
Budżet filmu jest szacowany na 110 milionów dolarów. W Stanach Zjednoczonych i w Kanadzie film zarobił 80 mln USD. W innych krajach przychody również wyniosły 173,9 mln, a łączny przychód 253,9 mln dolarów.

### Krytyka w mediach
Film spotkał się z negatywną reakcją krytyków. W serwisie Rotten Tomatoes 23% ze 300 recenzji jest pozytywne, a średnia ocen wyniosła 4,49/10. Na portalu Metacritic średnia ocen z 51 recenzji wyniosła 38 punktów na 100.